# Zwanenzang (uitdrukking)

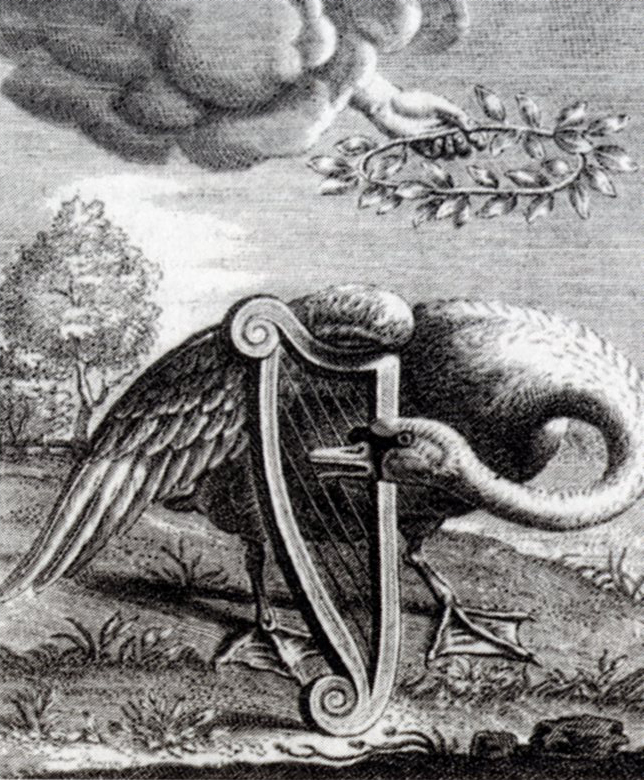
Gravure door Reinier van Persijn

Een zwanenzang (Oudgrieks: κύκνειον ᾆσμα kúkneion aisma, Latijn: carmen cygni) is een metaforische uitdrukking voor het laatste werk dat een kunstenaar maakte in het aanschijn van de dood, of meer algemeen voor de laatste uiting van iemand vóór zijn of haar vertrek.
Bij een vroegtijdige of dramatische dood worden in de zwanenzang soms aanwijzingen daarvoor gevonden. Het gedicht of lied geeft het idee dat de schrijver ervan moet hebben geweten wat hem te wachten stond. Het is aan de andere kant moeilijk te achterhalen welk nu precies het laatste gedicht is geweest. Het is dus eerder zo dat men in de nalatenschap een onbekend werk vindt dat het karakter van een zwanenzang in zich heeft. Dit wordt dan vervolgens als zwanenzang bestempeld.

## Oorsprong
De naam is een verwijzing naar de mythe dat een zwaan als hij zijn sterven voelt aankomen, nog eenmaal in een wonderschoon gezang uitbarst. Deze mythe komt voor in de Phaedo van Plato. Socrates zegt hier op de avond voor zijn terechtstelling dat zwanen voordat ze sterven niet uit droefheid mooier zingen dan ooit tevoren, maar uit blijdschap over de weldaden die hen van Apollo na de dood te wachten staan. In de oudheid werd het een literair motief, al hield men de biologische grond ervan voor een fabel.

## Later gebruik
Desiderius Erasmus schreef in zijn Adagia dat zwanenzang betrekking had op mensen die tegen het einde van hun leven een grote welsprekendheid aan de dag legden of die op gevorderde leeftijd veel milder gingen schrijven.
Beroemd is de laatste, uit dertien liederen bestaande cyclus van Franz Schubert, die na zijn dood door zijn uitgever onder de titel Schwanengesang (zwanenzang) werd samengesteld.
Een hedendaags voorbeeld van een zwanenzang is de videoclip die David Bowie, vlak voor zijn overlijden op 10 januari 2016, heeft uitgebracht bij het nummer Lazarus.

## Voetnoten
1. ↑  Desiderius Erasmus, Spreekwoorden – Adagia, vertaald en toegelicht door Jeanine De Landtsheer, 2011, p. 50